# نوریستر
نوریستر (به انگلیسی: Nor'easter) یا شمال‌شرق‌وَز در مقیاس کلان به طوفانهایی گفته می‌شود که در امتداد ساحل شرقی ایالات متحده آمریکا و کانادا و غرب اقیانوس اطلس شمالی رخ می‌دهند. به دلیل اینکه این طوفانها از سمت شمال شرق می‌آیند، به این نام معروف شده‌اند.
آخرین طوفانی از این نوع که با برف و کولاک شدید نیز همراه بود، در ۲۶ ژانویه سال ۲۰۱۵ رخ داد و نیویورک را درنوردید.